# Liste des députés de la 32e législature irlandaise
Cette liste présente les Teachta Dála (députés) élus au 32e Dáil Éireann, la chambre basse du parlement irlandais (Oireachtas). Ces membres du Parlement ont été élus aux élections du 26 février 2016. Cette élection générale se déroule dans tout l'État pour élire 158 membres du Dáil Éireann, soit 8 de moins que le nombre précédent de 166. Cela fait suite à l'adoption de la loi de 2013 sur les élections (amendement). Le 32e Dáil se réunit pour la première fois à 10 h 30 le 10 mars 2016. Son premier acte est d'élire le  Ceann Comhairle.

## Dirigeants

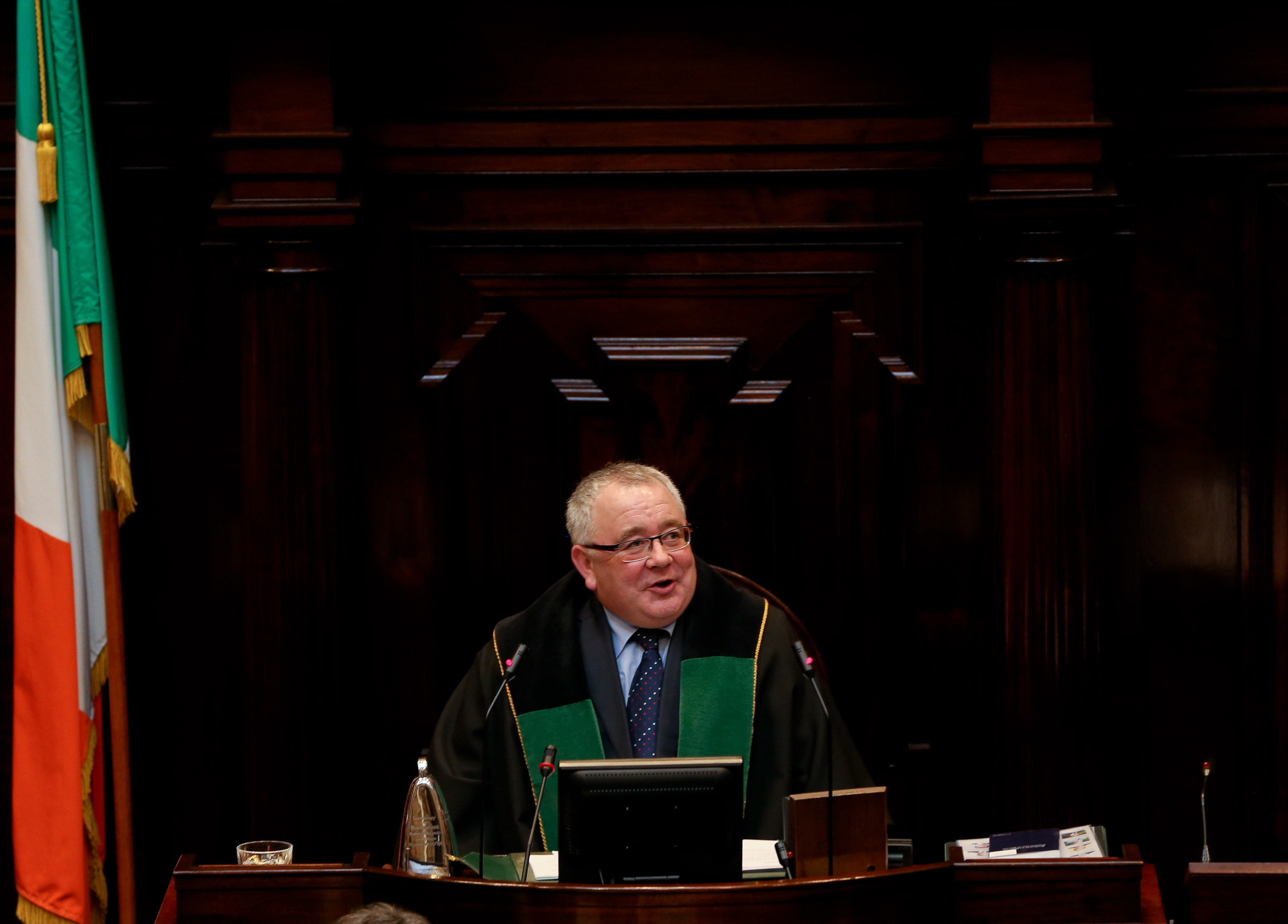
Ceann Comhairle Seán Ó Fearghaíl lors de la première réunion du 32e Dáil.

- Ceann Comhairle : Seán Ó Fearghaíl (Fianna Fáil)
- Leas-Cheann Comhairle : Pat the Cope Gallagher (Fianna Fáil)

### Gouvernement
- Taoiseach
  - Enda Kenny (6 mai 2016 – 14 juin 2017)
  - Leo Varadkar (14 juin 2017 – présent)
- Tánaiste
  - Frances Fitzgerald (6 mai 2016 – 28 novembre 2017)
  - Simon Coveney (30 novembre 2017 – présent)

### Opposition
- Chef de l'opposition et chef du Fianna Fáil : Micheál Martin
  - Fianna Fáil Chief whip : Michael Moynihan
- Chef du Sinn Féin : Gerry Adams-2018 Mary Lou McDonald 2018-Présent
  - Sinn Féin Chief Whip: Aengus Ó Snodaigh
- Chef du Parti travailliste : Brendan Howlin
- Chef du Green Party : Eamon Ryan
- Chef du Social Democrats : Catherine Murphy & Róisín Shortall

### Comités parlementaires
| Comités                                                  | Position   | Nom                  | Parti | Parti            |
| -------------------------------------------------------- | ---------- | -------------------- | ----- | ---------------- |
| Agriculture, Food and the Marine                         | Chair      | Pat Deering          |       | Fine Gael        |
| Budgetary Oversight                                      | Chair      | John Paul Phelan     |       | Fine Gael        |
| Children and Youth Affairs                               | Chair      | Alan Farrell         |       | Fine Gael        |
| Communications, Climate Action and the Environment       | Chair      | Hildegarde Naughton  |       | Fine Gael        |
| Education and Social Protection                          | Chair      | Fiona O'Loughlin     |       | Fianna Fáil      |
| European Union Affairs                                   | Chair      | Michael Healy-Rae    |       | Sans étiquette   |
| European Union Affairs                                   | Vice Chair | Terry Leyden         |       | Fianna Fáil      |
| Finance, Public Expenditure and Reform, and Taoiseach    | Chair      | John McGuinness      |       | Fianna Fáil      |
| Foreign Affairs and Trade, and Defense                   | Chair      | Brendan Smith        |       | Fianna Fáil      |
| Foreign Affairs and Trade, and Defense                   | Vice Chair | Maureen O'Sullivan   |       | Sans étiquette   |
| Future of Healthcare                                     | Chair      | Róisín Shortall      |       | Social Democrats |
| Health                                                   | Chair      | Michael Harty        |       | Sans étiquette   |
| Housing, Planning and Local Government                   | Chair      | Maria Bailey         |       | Fine Gael        |
| Housing and Homelessness                                 | Chair      | John Curran          |       | Fianna Fáil      |
| Implementation of the Good Friday Agreement              | Chair      | Kathleen Funchion    |       | Sinn Féin        |
| Irish Language, the Gaeltacht and the Islands            | Chair      | Catherine Connolly   |       | Sans étiquette   |
| Jobs, Enterprise and Innovation                          | Chair      | Mary Butler          |       | Fianna Fáil      |
| Justice and Equality                                     | Chair      | Caoimhghín Ó Caoláin |       | Sinn Féin        |
| Members' Interests of Dáil Éireann                       | Chair      | Maria Bailey         |       | Fine Gael        |
| Petitions                                                | Chair      | Seán Sherlock        |       | Labour Party     |
| Procedure and Privileges (Dáil)                          | Chair      | Seán Ó Fearghaíl     |       | Fianna Fáil      |
| – Sub-Committee on Dáil Reform                           | Chair      | Seán Ó Fearghaíl     |       | Fianna Fáil      |
| Public Accounts Committee                                | Chair      | Seán Fleming         |       | Fianna Fáil      |
| Public Accounts Committee                                | Vice Chair | Alan Kelly           |       | Labour Party     |
| Rural Development, Rural Affairs, Arts and the Gaeltacht | Chair      | Peadar Tóibín        |       | Sinn Féin        |
| Social Protection                                        | Chair      | John Curran          |       | Fianna Fáil      |
| Transport, Tourism and Sport                             | Chair      | Brendan Griffin      |       | Fine Gael        |

## Députés par partis
| Party                     | Party                     | Name                 | Constituency     |
| ------------------------- | ------------------------- | -------------------- | ---------------- |
|                           | Fine Gael (50)            | Maria Bailey         | Dún Laoghaire    |
| Pat Breen                 | Fine Gael (50)            | Clare                |                  |
| Colm Brophy               | Fine Gael (50)            | Dublin South-West    |                  |
| Richard Bruton            | Fine Gael (50)            | Dublin Bay North     |                  |
| Peter Burke               | Fine Gael (50)            | Longford–Westmeath   |                  |
| Catherine Byrne           | Fine Gael (50)            | Dublin South-Central |                  |
| Ciarán Cannon             | Fine Gael (50)            | Galway East          |                  |
| Joe Carey                 | Fine Gael (50)            | Clare                |                  |
| Marcella Corcoran Kennedy | Fine Gael (50)            | Offaly               |                  |
| Simon Coveney             | Fine Gael (50)            | Cork South-Central   |                  |
| Michael Creed             | Fine Gael (50)            | Cork North-West      |                  |
| Jim Daly                  | Fine Gael (50)            | Cork South-West      |                  |
| Michael W. D'Arcy         | Fine Gael (50)            | Wexford              |                  |
| John Deasy                | Fine Gael (50)            | Waterford            |                  |
| Pat Deering               | Fine Gael (50)            | Carlow–Kilkenny      |                  |
| Regina Doherty            | Fine Gael (50)            | Meath East           |                  |
| Paschal Donohoe           | Fine Gael (50)            | Dublin Central       |                  |
| Andrew Doyle              | Fine Gael (50)            | Wicklow              |                  |
| Bernard Durkan            | Fine Gael (50)            | Kildare North        |                  |
| Damien English            | Fine Gael (50)            | Meath West           |                  |
| Alan Farrell              | Fine Gael (50)            | Dublin Fingal        |                  |
| Frances Fitzgerald        | Fine Gael (50)            | Dublin Mid-West      |                  |
| Peter Fitzpatrick         | Fine Gael (50)            | Louth                |                  |
| Charles Flanagan          | Fine Gael (50)            | Laois                |                  |
| Brendan Griffin           | Fine Gael (50)            | Kerry                |                  |
| Simon Harris              | Fine Gael (50)            | Wicklow              |                  |
| Martin Heydon             | Fine Gael (50)            | Kildare South        |                  |
| Heather Humphreys         | Fine Gael (50)            | Cavan–Monaghan       |                  |
| Paul Kehoe                | Fine Gael (50)            | Wexford              |                  |
| Enda Kenny                | Fine Gael (50)            | Mayo                 |                  |
| Seán Kyne                 | Fine Gael (50)            | Galway West          |                  |
| Josepha Madigan           | Fine Gael (50)            | Dublin Rathdown      |                  |
| Helen McEntee             | Fine Gael (50)            | Meath East           |                  |
| Joe McHugh                | Fine Gael (50)            | Donegal              |                  |
| Tony McLoughlin           | Fine Gael (50)            | Sligo–Leitrim        |                  |
| Mary Mitchell O'Connor    | Fine Gael (50)            | Dún Laoghaire        |                  |
| Dara Murphy               | Fine Gael (50)            | Cork North-Central   |                  |
| Eoghan Murphy             | Fine Gael (50)            | Dublin Bay South     |                  |
| Hildegarde Naughton       | Fine Gael (50)            | Galway West          |                  |
| Tom Neville               | Fine Gael (50)            | Limerick County      |                  |
| Michael Noonan            | Fine Gael (50)            | Limerick City        |                  |
| Kate O'Connell            | Fine Gael (50)            | Dublin Bay South     |                  |
| Patrick O'Donovan         | Fine Gael (50)            | Limerick County      |                  |
| Fergus O'Dowd             | Fine Gael (50)            | Louth                |                  |
| John Paul Phelan          | Fine Gael (50)            | Carlow–Kilkenny      |                  |
| Michael Ring              | Fine Gael (50)            | Mayo                 |                  |
| Noel Rock                 | Fine Gael (50)            | Dublin North-West    |                  |
| David Stanton             | Fine Gael (50)            | Cork East            |                  |
| Leo Varadkar              | Fine Gael (50)            | Dublin West          |                  |
|                           | Fianna Fáil (44)          | Bobby Aylward        | Carlow–Kilkenny  |
| John Brassil              | Fianna Fáil (44)          | Kerry                |                  |
| Declan Breathnach         | Fianna Fáil (44)          | Louth                |                  |
| James Browne              | Fianna Fáil (44)          | Wexford              |                  |
| Mary Butler               | Fianna Fáil (44)          | Waterford            |                  |
| Thomas Byrne              | Fianna Fáil (44)          | Meath East           |                  |
| Jackie Cahill             | Fianna Fáil (44)          | Tipperary            |                  |
| Dara Calleary             | Fianna Fáil (44)          | Mayo                 |                  |
| Pat Casey                 | Fianna Fáil (44)          | Wicklow              |                  |
| Shane Cassells            | Fianna Fáil (44)          | Meath West           |                  |
| Jack Chambers             | Fianna Fáil (44)          | Dublin West          |                  |
| Lisa Chambers             | Fianna Fáil (44)          | Mayo                 |                  |
| Niall Collins             | Fianna Fáil (44)          | Limerick County      |                  |
| Barry Cowen               | Fianna Fáil (44)          | Offaly               |                  |
| John Curran               | Fianna Fáil (44)          | Dublin Mid-West      |                  |
| Timmy Dooley              | Fianna Fáil (44)          | Clare                |                  |
| Seán Fleming              | Fianna Fáil (44)          | Laois                |                  |
| Pat "the Cope" Gallagher  | Fianna Fáil (44)          | Donegal              |                  |
| Seán Haughey              | Fianna Fáil (44)          | Dublin Bay North     |                  |
| Billy Kelleher            | Fianna Fáil (44)          | Cork North-Central   |                  |
| John Lahart               | Fianna Fáil (44)          | Dublin South-West    |                  |
| James Lawless             | Fianna Fáil (44)          | Kildare North        |                  |
| Marc MacSharry            | Fianna Fáil (44)          | Sligo–Leitrim        |                  |
| Micheál Martin            | Fianna Fáil (44)          | Cork South-Central   |                  |
| Charlie McConalogue       | Fianna Fáil (44)          | Donegal              |                  |
| Michael McGrath           | Fianna Fáil (44)          | Cork South-Central   |                  |
| John McGuinness           | Fianna Fáil (44)          | Carlow–Kilkenny      |                  |
| Aindrias Moynihan         | Fianna Fáil (44)          | Cork North-West      |                  |
| Michael Moynihan          | Fianna Fáil (44)          | Cork North-West      |                  |
| Eugene Murphy             | Fianna Fáil (44)          | Roscommon–Galway     |                  |
| Margaret Murphy O'Mahony  | Fianna Fáil (44)          | Cork South-West      |                  |
| Darragh O'Brien           | Fianna Fáil (44)          | Dublin Fingal        |                  |
| Jim O'Callaghan           | Fianna Fáil (44)          | Dublin Bay South     |                  |
| Éamon Ó Cuív              | Fianna Fáil (44)          | Galway West          |                  |
| Willie O'Dea              | Fianna Fáil (44)          | Limerick City        |                  |
| Seán Ó Fearghaíl          | Fianna Fáil (44)          | Kildare South        |                  |
| Kevin O'Keeffe            | Fianna Fáil (44)          | Cork East            |                  |
| Fiona O'Loughlin          | Fianna Fáil (44)          | Kildare South        |                  |
| Frank O'Rourke            | Fianna Fáil (44)          | Kildare North        |                  |
| Anne Rabbitte             | Fianna Fáil (44)          | Galway East          |                  |
| Eamon Scanlon             | Fianna Fáil (44)          | Sligo–Leitrim        |                  |
| Brendan Smith             | Fianna Fáil (44)          | Cavan–Monaghan       |                  |
| Niamh Smyth               | Fianna Fáil (44)          | Cavan–Monaghan       |                  |
| Robert Troy               | Fianna Fáil (44)          | Longford–Westmeath   |                  |
|                           | Sinn Féin (23)            | Gerry Adams          | Louth            |
| John Brady                | Sinn Féin (23)            | Wicklow              |                  |
| Pat Buckley               | Sinn Féin (23)            | Cork East            |                  |
| Seán Crowe                | Sinn Féin (23)            | Dublin South-West    |                  |
| David Cullinane           | Sinn Féin (23)            | Waterford            |                  |
| Pearse Doherty            | Sinn Féin (23)            | Donegal              |                  |
| Dessie Ellis              | Sinn Féin (23)            | Dublin North-West    |                  |
| Martin Ferris             | Sinn Féin (23)            | Kerry                |                  |
| Kathleen Funchion         | Sinn Féin (23)            | Carlow–Kilkenny      |                  |
| Martin Kenny              | Sinn Féin (23)            | Sligo–Leitrim        |                  |
| Mary Lou McDonald         | Sinn Féin (23)            | Dublin Central       |                  |
| Denise Mitchell           | Sinn Féin (23)            | Dublin Bay North     |                  |
| Imelda Munster            | Sinn Féin (23)            | Louth                |                  |
| Carol Nolan               | Sinn Féin (23)            | Offaly               |                  |
| Caoimhghín Ó Caoláin      | Sinn Féin (23)            | Cavan–Monaghan       |                  |
| Jonathan O'Brien          | Sinn Féin (23)            | Cork North-Central   |                  |
| Eoin Ó Broin              | Sinn Féin (23)            | Dublin Mid-West      |                  |
| Donnchadh Ó Laoghaire     | Sinn Féin (23)            | Cork South-Central   |                  |
| Louise O'Reilly           | Sinn Féin (23)            | Dublin Fingal        |                  |
| Aengus Ó Snodaigh         | Sinn Féin (23)            | Dublin South-Central |                  |
| Maurice Quinlivan         | Sinn Féin (23)            | Limerick City        |                  |
| Brian Stanley             | Sinn Féin (23)            | Laois                |                  |
| Peadar Tóibín             | Sinn Féin (23)            | Meath West           |                  |
|                           | Labour Party (7)          | Joan Burton          | Dublin West      |
| Brendan Howlin            | Labour Party (7)          | Wexford              |                  |
| Alan Kelly                | Labour Party (7)          | Tipperary            |                  |
| Jan O'Sullivan            | Labour Party (7)          | Limerick City        |                  |
| Willie Penrose            | Labour Party (7)          | Longford–Westmeath   |                  |
| Brendan Ryan              | Labour Party (7)          | Dublin Fingal        |                  |
| Seán Sherlock             | Labour Party (7)          | Cork East            |                  |
|                           | AAA–PBP (6)               | Richard Boyd Barrett | Dún Laoghaire    |
| Mick Barry                | AAA–PBP (6)               | Cork North-Central   |                  |
| Ruth Coppinger            | AAA–PBP (6)               | Dublin West          |                  |
| Gino Kenny                | AAA–PBP (6)               | Dublin Mid-West      |                  |
| Paul Murphy               | AAA–PBP (6)               | Dublin South-West    |                  |
| Bríd Smith                | AAA–PBP (6)               | Dublin South-Central |                  |
|                           | Independents 4 Change (4) | Tommy Broughan       | Dublin Bay North |
| Joan Collins              | Independents 4 Change (4) | Dublin South-Central |                  |
| Clare Daly                | Independents 4 Change (4) | Dublin Fingal        |                  |
| Mick Wallace              | Independents 4 Change (4) | Wexford              |                  |
|                           | Social Democrats (3)      | Stephen Donnelly     | Wicklow          |
| Catherine Murphy          | Social Democrats (3)      | Kildare North        |                  |
| Róisín Shortall           | Social Democrats (3)      | Dublin North-West    |                  |
|                           | Green Party (2)           | Catherine Martin     | Dublin Rathdown  |
| Eamon Ryan                | Green Party (2)           | Dublin Bay South     |                  |
|                           | Independent (19)          | Seán Canney          | Galway East      |
| Séamus Healy              | Independent (19)          | Tipperary            |                  |
| Michael Collins           | Independent (19)          | Cork South-West      |                  |
| Catherine Connolly        | Independent (19)          | Galway West          |                  |
| Michael Fitzmaurice       | Independent (19)          | Roscommon–Galway     |                  |
| Noel Grealish             | Independent (19)          | Galway West          |                  |
| John Halligan             | Independent (19)          | Waterford            |                  |
| Danny Healy-Rae           | Independent (19)          | Kerry                |                  |
| Michael Healy-Rae         | Independent (19)          | Kerry                |                  |
| Michael Harty             | Independent (19)          | Clare                |                  |
| Michael Lowry             | Independent (19)          | Tipperary            |                  |
| Finian McGrath            | Independent (19)          | Dublin Bay North     |                  |
| Mattie McGrath            | Independent (19)          | Tipperary            |                  |
| Kevin "Boxer" Moran,      | Independent (19)          | Longford–Westmeath   |                  |
| Denis Naughten            | Independent (19)          | Roscommon–Galway     |                  |
| Maureen O'Sullivan        | Independent (19)          | Dublin Central       |                  |
| Thomas Pringle            | Independent (19)          | Donegal              |                  |
| Shane Ross                | Independent (19)          | Dublin Rathdown      |                  |
| Katherine Zappone         | Independent (19)          | Dublin South-West    |                  |
|                           | Ceann Comhairle (1)       | Seán Barrett         | Dún Laoghaire    |

## Députés par circonscription
| Circonscription      | Nom                       | Parti | Parti              |
| -------------------- | ------------------------- | ----- | ------------------ |
| Carlow–Kilkenny      | Bobby Aylward             |       | Fianna Fáil        |
| Carlow–Kilkenny      | Pat Deering               |       | Fine Gael          |
| Carlow–Kilkenny      | Kathleen Funchion         |       | Sinn Féin          |
| Carlow–Kilkenny      | John McGuinness           |       | Fianna Fáil        |
| Carlow–Kilkenny      | John Paul Phelan          |       | Fine Gael          |
| Cavan–Monaghan       | Heather Humphreys         |       | Fine Gael          |
| Cavan–Monaghan       | Caoimhghín Ó Caoláin      |       | Sinn Féin          |
| Cavan–Monaghan       | Brendan Smith             |       | Fianna Fáil        |
| Cavan–Monaghan       | Niamh Smyth               |       | Fianna Fáil        |
| Clare                | Pat Breen                 |       | Fine Gael          |
| Clare                | Joe Carey                 |       | Fine Gael          |
| Clare                | Timmy Dooley              |       | Fianna Fáil        |
| Clare                | Michael Harty             |       | Indépendant        |
| Cork East            | Pat Buckley               |       | Sinn Féin          |
| Cork East            | Kevin O'Keefe             |       | Fianna Fáil        |
| Cork East            | Seán Sherlock             |       | Parti travailliste |
| Cork East            | David Stanton             |       | Fine Gael          |
| Cork North-Central   | Mick Barry                |       | AAA–PBP            |
| Cork North-Central   | Billy Kelleher            |       | Fianna Fáil        |
| Cork North-Central   | Dara Murphy               |       | Fine Gael          |
| Cork North-Central   | Jonathan O'Brien          |       | Sinn Féin          |
| Cork North-West      | Michael Creed             |       | Fine Gael          |
| Cork North-West      | Aindrias Moynihan         |       | Fianna Fáil        |
| Cork North-West      | Michael Moynihan          |       | Fianna Fáil        |
| Cork South-Central   | Simon Coveney             |       | Fine Gael          |
| Cork South-Central   | Micheál Martin            |       | Fianna Fáil        |
| Cork South-Central   | Michael McGrath           |       | Fianna Fáil        |
| Cork South-Central   | Donnchadh Ó Laoghaire     |       | Sinn Féin          |
| Cork South-West      | Michael Collins           |       | Indépendant        |
| Cork South-West      | Jim Daly                  |       | Fine Gael          |
| Cork South-West      | Margaret Murphy O'Mahony  |       | Fianna Fáil        |
| Donegal              | Pearse Doherty            |       | Sinn Féin          |
| Donegal              | Pat "the Cope" Gallagher  |       | Fianna Fáil        |
| Donegal              | Charlie McConalogue       |       | Fianna Fáil        |
| Donegal              | Joe McHugh                |       | Fine Gael          |
| Donegal              | Thomas Pringle            |       | Indépendant        |
| Dublin Bay North     | Tommy Broughan            |       | Inds. 4 Change     |
| Dublin Bay North     | Richard Bruton            |       | Fine Gael          |
| Dublin Bay North     | Seán Haughey              |       | Fianna Fáil        |
| Dublin Bay North     | Finian McGrath            |       | Indépendant        |
| Dublin Bay North     | Denise Mitchell           |       | Sinn Féin          |
| Dublin Bay South     | Eoghan Murphy             |       | Fine Gael          |
| Dublin Bay South     | Jim O'Callaghan           |       | Fianna Fáil        |
| Dublin Bay South     | Kate O'Connell            |       | Fine Gael          |
| Dublin Bay South     | Eamon Ryan                |       | Parti vert         |
| Dublin Central       | Paschal Donohoe           |       | Fine Gael          |
| Dublin Central       | Mary Lou McDonald         |       | Sinn Féin          |
| Dublin Central       | Maureen O'Sullivan        |       | Indépendant        |
| Dublin Fingal        | Clare Daly                |       | Inds. 4 Change     |
| Dublin Fingal        | Alan Farrell              |       | Fine Gael          |
| Dublin Fingal        | Darragh O'Brien           |       | Fianna Fáil        |
| Dublin Fingal        | Louise O'Reilly           |       | Sinn Féin          |
| Dublin Fingal        | Brendan Ryan              |       | Parti travailliste |
| Dublin Mid-West      | John Curran               |       | Fianna Fáil        |
| Dublin Mid-West      | Frances Fitzgerald        |       | Fine Gael          |
| Dublin Mid-West      | Gino Kenny                |       | AAA–PBP            |
| Dublin Mid-West      | Eoin Ó Broin              |       | Sinn Féin          |
| Dublin North-West    | Dessie Ellis              |       | Sinn Féin          |
| Dublin North-West    | Noel Rock                 |       | Fine Gael          |
| Dublin North-West    | Róisín Shortall           |       | Sociaux-démocrates |
| Dublin Rathdown      | Josepha Madigan           |       | Fine Gael          |
| Dublin Rathdown      | Catherine Martin          |       | Parti vert         |
| Dublin Rathdown      | Shane Ross                |       | Indépendant        |
| Dublin South-Central | Catherine Byrne           |       | Fine Gael          |
| Dublin South-Central | Joan Collins              |       | Inds. 4 Change     |
| Dublin South-Central | Aengus Ó Snodaigh         |       | Sinn Féin          |
| Dublin South-Central | Bríd Smith                |       | AAA–PBP            |
| Dublin South-West    | Colm Brophy               |       | Fine Gael          |
| Dublin South-West    | Seán Crowe                |       | Sinn Féin          |
| Dublin South-West    | John Lahart               |       | Fianna Fáil        |
| Dublin South-West    | Paul Murphy               |       | AAA–PBP            |
| Dublin South-West    | Katherine Zappone         |       | Indépendant        |
| Dublin West          | Joan Burton               |       | Parti travailliste |
| Dublin West          | Jack Chambers             |       | Fianna Fáil        |
| Dublin West          | Ruth Coppinger            |       | AAA–PBP            |
| Dublin West          | Leo Varadkar              |       | Fine Gael          |
| Dún Laoghaire        | Maria Bailey              |       | Fine Gael          |
| Dún Laoghaire        | Seán Barrett              |       | Ceann Comhairle    |
| Dún Laoghaire        | Richard Boyd Barrett      |       | AAA–PBP            |
| Dún Laoghaire        | Mary Mitchell O'Connor    |       | Fine Gael          |
| Galway East          | Seán Canney               |       | Indépendant        |
| Galway East          | Ciarán Cannon             |       | Fine Gael          |
| Galway East          | Anne Rabbitte             |       | Fianna Fáil        |
| Galway West          | Catherine Connolly        |       | Indépendant        |
| Galway West          | Noel Grealish             |       | Indépendant        |
| Galway West          | Seán Kyne                 |       | Fine Gael          |
| Galway West          | Hildegarde Naughton       |       | Fine Gael          |
| Galway West          | Éamon Ó Cuív              |       | Fianna Fáil        |
| Kerry                | John Brassil              |       | Fianna Fáil        |
| Kerry                | Martin Ferris             |       | Sinn Féin          |
| Kerry                | Brendan Griffin           |       | Fine Gael          |
| Kerry                | Danny Healy-Rae           |       | Indépendant        |
| Kerry                | Michael Healy-Rae         |       | Indépendant        |
| Kildare North        | Bernard Durkan            |       | Fine Gael          |
| Kildare North        | James Lawless             |       | Fianna Fáil        |
| Kildare North        | Catherine Murphy          |       | Sociaux-démocrates |
| Kildare North        | Frank O'Rourke            |       | Fianna Fáil        |
| Kildare South        | Martin Heydon             |       | Fine Gael          |
| Kildare South        | Seán Ó Fearghaíl          |       | Fianna Fáil        |
| Kildare South        | Fiona O'Loughlin          |       | Fianna Fáil        |
| Laois                | Charles Flanagan          |       | Fine Gael          |
| Laois                | Seán Fleming              |       | Fianna Fáil        |
| Laois                | Brian Stanley             |       | Sinn Féin          |
| Limerick County      | Niall Collins             |       | Fianna Fáil        |
| Limerick County      | Tom Neville               |       | Fine Gael          |
| Limerick County      | Patrick O'Donovan         |       | Fine Gael          |
| Limerick City        | Michael Noonan            |       | Fine Gael          |
| Limerick City        | Willie O'Dea              |       | Fianna Fáil        |
| Limerick City        | Jan O'Sullivan            |       | Parti travailliste |
| Limerick City        | Maurice Quinlivan         |       | Sinn Féin          |
| Longford–Westmeath   | Peter Burke               |       | Fine Gael          |
| Longford–Westmeath   | Kevin "Boxer" Moran       |       | Indépendant        |
| Longford–Westmeath   | Willie Penrose            |       | Parti travailliste |
| Longford–Westmeath   | Robert Troy               |       | Fianna Fáil        |
| Louth                | Gerry Adams               |       | Sinn Féin          |
| Louth                | Declan Breathnach         |       | Fianna Fáil        |
| Louth                | Peter Fitzpatrick         |       | Fine Gael          |
| Louth                | Imelda Munster            |       | Sinn Féin          |
| Louth                | Fergus O'Dowd             |       | Fine Gael          |
| Mayo                 | Dara Calleary             |       | Fianna Fáil        |
| Mayo                 | Lisa Chambers             |       | Fianna Fáil        |
| Mayo                 | Enda Kenny                |       | Fine Gael          |
| Mayo                 | Michael Ring              |       | Fine Gael          |
| Meath East           | Thomas Byrne              |       | Fianna Fáil        |
| Meath East           | Regina Doherty            |       | Fine Gael          |
| Meath East           | Helen McEntee             |       | Fine Gael          |
| Meath West           | Shane Cassells            |       | Fianna Fáil        |
| Meath West           | Damien English            |       | Fine Gael          |
| Meath West           | Peadar Tóibín             |       | Sinn Féin          |
| Offaly               | Marcella Corcoran Kennedy |       | Fine Gael          |
| Offaly               | Barry Cowen               |       | Fianna Fáil        |
| Offaly               | Carol Nolan               |       | Sinn Féin          |
| Roscommon–Galway     | Eugene Murphy             |       | Fianna Fáil        |
| Roscommon–Galway     | Michael Fitzmaurice       |       | Indépendant        |
| Roscommon–Galway     | Denis Naughten            |       | Indépendant        |
| Sligo–Leitrim        | Martin Kenny              |       | Sinn Féin          |
| Sligo–Leitrim        | Marc MacSharry            |       | Fianna Fáil        |
| Sligo–Leitrim        | Tony McLoughlin           |       | Fine Gael          |
| Sligo–Leitrim        | Eamon Scanlon             |       | Fianna Fáil        |
| Tipperary            | Jackie Cahill             |       | Fianna Fáil        |
| Tipperary            | Séamus Healy              |       | Indépendant        |
| Tipperary            | Alan Kelly                |       | Parti travailliste |
| Tipperary            | Michael Lowry             |       | Indépendant        |
| Tipperary            | Mattie McGrath            |       | Indépendant        |
| Waterford            | Mary Butler               |       | Fianna Fáil        |
| Waterford            | David Cullinane           |       | Sinn Féin          |
| Waterford            | John Deasy                |       | Fine Gael          |
| Waterford            | John Halligan             |       | Indépendant        |
| Wexford              | James Browne              |       | Fianna Fáil        |
| Wexford              | Michael W. D'Arcy         |       | Fine Gael          |
| Wexford              | Brendan Howlin            |       | Parti travailliste |
| Wexford              | Paul Kehoe                |       | Fine Gael          |
| Wexford              | Mick Wallace              |       | Inds. 4 Change     |
| Wicklow              | John Brady                |       | Sinn Féin          |
| Wicklow              | Pat Casey                 |       | Fianna Fáil        |
| Wicklow              | Stephen Donnelly          |       | Sociaux-démocrates |
| Wicklow              | Andrew Doyle              |       | Fine Gael          |
| Wicklow              | Simon Harris              |       | Fine Gael          |